# The Seeds of Love
The Seeds of Love (Las semillas del amor) es el tercer álbum del grupo inglés Tears for Fears, aparecido el 27 de septiembre de 1989. Fue producido por David Bascombe en el sello discográfico Mercury Records y Fontana. En total dura 47 minutos y 52 segundos. Mantuvo el sonido épico de la banda al tiempo que incorporaba influencias que iban desde el jazz y el soul hasta el pop Beatlesco. Su larga producción y las desechadas sesiones de grabación costaron más de un millón de libras. El álbum incluyó el exitoso sencillo del título, "Sowing the Seeds of Love", así como "Woman in Chains" y "Advice for the Young at Heart", que alcanzaron el top 40 en varios países.
The Seeds of Love fue un éxito internacional, entrando en la lista de álbumes del Reino Unido en el número uno, y entre los diez primeros en otros países, incluidos los EE. UU.. Ha sido certificado Oro o Platino en varios territorios, incluidos el Reino Unido, los Estados Unidos, Francia, Alemania, Canadá y los Países Bajos. A pesar de su éxito, las tensiones personales durante la grabación llevaron a los miembros de la banda Curt Smith y Roland Orzabal a separarse al final de su gira mundial de 1990, permaneciendo Orzabal como único miembro oficial de la banda hasta que ambos se reunieron a principios de la década de 2000.
En octubre de 2020, se lanzó la reedición remasterizada de The Seeds of Love en varios formatos, incluida una edición de superlujo, con caras B, remezclas y una mezcla de sonido envolvente 5.1.

## Producción
La primera canción compuesta para The Seeds of Love fue "Badman's Song" (originalmente titulada "The Bad Man Song"), escrita durante la gira mundial de la banda en 1985, después de que Roland Orzabal oyera por casualidad a dos miembros del personal de la gira difamándole en una habitación de hotel una noche. La canción fue escrita por Orzabal junto con el teclista Nicky Holland, que estuvo de gira con la banda durante 1985. Holland desempeñaría un papel fundamental en la composición y grabación de The Seeds of Love, al igual que el teclista Ian Stanley lo había hecho en el anterior álbum de la banda, Songs from the Big Chair. 

Las sesiones de grabación del álbum comenzaron a finales de 1986 con los productores Clive Langer y Alan Winstanley, pero Orzabal y Curt Smith no estaban satisfechos con los resultados y las grabaciones se abandonaron a principios de 1987. Chris Hughes (que había producido los dos álbumes anteriores de Tears for Fears) volvió al redil, pero de nuevo surgieron conflictos sobre la dirección del nuevo material. Orzabal, en particular, se había cansado de componer y tocar música utilizando máquinas y secuenciadores, como había sido la mayor parte de la música de Tears for Fears hasta ese momento, y buscaba algo más orgánico y una forma diferente de trabajar.
"Como grupo, veníamos de la era del pop programado de principios de los 80 y habíamos heredado un sentido de la estructura que impregnaba casi toda nuestra música. La forma en que trabajábamos se estaba volviendo demasiado estéril. Queríamos hacer algo más colorido, algo que sonara grande y cálido. Eso no se consigue con máquinas. Eso sólo se consigue con músicos y músicos de verdad".

— Curt Smith
La canción "Sowing the Seeds of Love" fue escrita en junio de 1987, la misma semana de las elecciones generales británicas en las que Margaret Thatcher y el Partido Conservador ganaron un tercer mandato consecutivo (reflejado en la letra "Politician granny with your high ideals, have you no idea how the majority feels?"). Hughes y el teclista de TFF Ian Stanley abandonaron el proyecto en 1987 alegando "diferencias creativas", aunque sus contribuciones al tema permanecieron en el álbum final. Tras dos intentos fallidos de grabar el álbum, la banda optó por producirlo ellos mismos, con la ayuda del ingeniero Dave Bascombe. También en 1987, Orzabal y Smith volaron a Estados Unidos para localizar a una pianista/vocalista de hotel llamada Oleta Adams, a la que habían visto tocar en Kansas City durante su gira americana de 1985. Con la esperanza de que aportara un toque orgánico y una calidez conmovedora a su música, invitaron a Adams a trabajar con ellos en su nuevo álbum. Adams acabaría participando en tres temas ("Woman in Chains", "Badman's Song" y "Standing on the Corner of the Third World"), y la compañía discográfica del grupo, Fontana, le ofreció un contrato para grabar en solitario.
La grabación se reanudó a principios de 1988 y duró hasta el verano de 1989. Con la participación de una serie de respetados músicos de sesión, como los baterías Manu Katché y Simon Phillips, el bajista Pino Palladino y un invitado, Phil Collins, a la batería, gran parte del álbum se grabó en sesiones improvisadas con diferentes interpretaciones de la música, que se editaron posteriormente. Algunos de los temas, en particular "Badman's Song", se grabaron varias veces con distintos estilos musicales, incluyendo, según Holland, versiones de la canción que recordaban a Barry White, Little Feat y Steely Dan, antes de llegar a la versión jazz/gospel que aparece en el álbum final. El coproductor Dave Bascombe comentó que la versión final de la canción no se parecía en casi nada a la maqueta original porque había sufrido muchos cambios. La canción "Swords and Knives" se escribió originalmente para la película de 1986 Sid and Nancy (sobre la relación entre Sid Vicious y Nancy Spungen), pero fue rechazada por los realizadores por no ser lo bastante "punk".
Debido al reparto estelar de músicos de sesión y al largo proceso de producción, incluidas las grabaciones anteriores desechadas, se dice que el álbum costó un millón de libras (en comparación, Songs from the Big Chair costó aproximadamente 70.000 libras) La mezcla final del álbum se realizó en los estudios Mayfair de Londres en julio de 1989. Las frustraciones durante la grabación del álbum también provocaron tensiones entre Orzabal y Smith, ya que Orzabal se había convertido en una especie de perfeccionista intrincado y Smith estaba más preocupado por llevar un estilo de vida de la jet set que por centrarse en el álbum (el primer matrimonio de Smith también había acabado en divorcio durante la grabación del álbum). En un momento dado, Orzabal consideró la posibilidad de llamar al álbum Famous Last Words (el título de la canción final del álbum), comentando que "bien podría resultar ser nuestro último álbum". De hecho, el dúo no volvió a grabar juntos durante más de una década.   

## Lanzamiento
El primer sencillo del álbum, "Sowing the Seeds of Love", se publicó en agosto de 1989 y se convirtió en un éxito mundial, alcanzando el n.º 5 en el Reino Unido, el n.º 2 en Estados Unidos y el n.º 1 en Canadá. El álbum salió a la venta en septiembre de 1989, entrando en la lista de álbumes del Reino Unido con el n.º 1 y recibiendo el certificado de platino de la BPI en tres semanas. En EE. UU. alcanzó el n.º 8 y también fue certificado disco de platino. Este álbum alcanzó los diez primeros puestos en otros muchos países de todo el mundo.
Otros dos sencillos del álbum, "Woman in Chains" (grabado a dúo con Adams) y "Advice for the Young at Heart" (el único tema con Smith como voz principal) alcanzaron el Top 40 en el Reino Unido y a escala internacional. "Famous Last Words" fue lanzado como cuarto sencillo a mediados de 1990 por la compañía discográfica sin la participación de la banda, aunque sólo alcanzó el n.º 83 en el Reino Unido. En 1990 también se publicó un vídeo recopilatorio, Sowing the Seeds, con los vídeos promocionales de los tres primeros singles del álbum.
La banda se embarcó en una gira mundial para promocionar el álbum en 1990, en la que Adams actuó como telonera y como intérprete con la banda (su álbum en solitario, Circle of One, producido por Orzabal y Dave Bascombe, también se publicó durante esta época). El concierto de la banda en el Santa Barbara County Bowl en mayo de 1990 fue filmado y publicado en vídeo doméstico bajo el título Going to California.
En 1990, Virgin Books publicó un libro de 64 páginas que acompaña al álbum, titulado Tears for Fears - The Seeds of Love, y que ofrece información sobre el proceso de composición y grabación del álbum, así como las partituras de cada canción y raras fotografías promocionales de la época.
El álbum fue remasterizado y reeditado en 1999 con cuatro temas extra que originalmente eran caras B de los tres primeros singles del álbum. No incluye la cara B "My Life in the Suicide Ranks", que era una cara B adicional de "Woman in Chains" y que en aquel momento sólo podía encontrarse en el recopilatorio de rarezas de la banda Saturnine Martial & Lunatic de 1996.The Seeds of Love se reeditó de nuevo en 2020 en cinco formatos diferentes, incluida una edición de superlujo de 5 discos en caja con material extra, como versiones sencillas, caras B (esta vez incluida "My Life in the Suicide Ranks"), maquetas, tomas descartadas y una mezcla de sonido envolvente 5.1, realizada de nuevo en el año 2000. Otras ediciones lanzadas al mismo tiempo incluyen una edición de lujo en 2 CD, una edición en un solo CD, un álbum de vinilo y un álbum de vinilo picture disc. La edición de lujo alcanzó el n.º 13 en la lista UK Albums Chart en octubre de 2020.

## Recepción
Lloyd Bradley elogió The Seeds of Love en Q, resumiendo el álbum como "una desviación tan radical de las robustas e himnémicas canciones pop de Tears for Fears de principios de los 80 como para hacerlas parecer irrelevantes". En Rolling Stone, Michael Azerrad escribió: "Si con la canción que da título al Tears for Fears piden ser comparados con los Beatles, es en la afirmación tácita de que la música popular también puede ser música excepcional. Greg Kot, del Chicago Tribune, describió el álbum como "asombroso", con una "amplitud conmovedora y abierta que desmiente los grandes gastos de producción". Chris Willman, crítico de Los Angeles Times, disfrutó con las tres primeras canciones, pero lamentó los "clímax de rock and roll inusualmente frenéticos" y las letras "poco desarrolladas y sobrecargadas" de los últimos temas, y describió el álbum en general como "más o menos". Simon Williams, que escribía para NME, percibió The Seeds of Love como un esfuerzo autoconscientemente "adulto y maduro" y consideró que Tears for Fears había "pasado de una alegre simplicidad pop a una complejidad plagada de clichés".
En una crítica retrospectiva para AllMusic, Stanton Swihart observó el "alma pulida y atmosférica" del álbum, etiquetándolo como "la apoteosis de la evolución de Orzabal y Smith". Una crítica de la reedición de 1999 por Bruce Eder de AllMusic señaló "las mejores voces en la historia de Tears for Fears" y "su producción más ambiciosa". En su valoración de la reedición de 2020 para Record Collector, John Earls aludió a la "obsesiva determinación de Orzabal por alcanzar los niveles de perfección técnica de Steely Dan", al tiempo que atribuyó a sus "dotes melódicas" el mérito de evitar que el álbum "se volviera demasiado exagerado". Por otro lado, Ira Robbins, de Trouser Press, elogió la canción principal y la conmovedora voz de Adams, pero describió el grueso del álbum como "absurdamente intelectualizado" y "casi impenetrable".

## Reedición 30 aniversario
Tras las campañas de reedición de The Hurting (2013) y Songs from the Big Chair (2014), en octubre de 2020 se publicó la edición remasterizada de superlujo de The Seeds of Love en varios formatos, que incluía caras B, remezclas, 22 grabaciones inéditas y una mezcla de sonido envolvente 5.1.
Paul Sinclair, fundador y editor jefe del sitio web Super Deluxe Edition, recopiló el listado de canciones y entrevistó a miembros del grupo, productores y colaboradores para las extensas notas de la carátula de la edición.

## Títulos
1. Woman In Chains, single en 1989 y reeditado en 1992 - 6:30
2. Badman's Song - 8:34
3. Sowing the Seeds Of Love, single en 1989 - 6:20
4. Advice For The Young At Heart, single en 1990 - 4:52
5. Standing On The Corner Of The Third World - 5:32
6. Swords And Knives - 6:21
7. Year Of The Knife - 6:56
8. Famous Last Words, single en 1990 - 4:32

Bonus tracks de la edición de 1999
1. Tears Roll Down - 3:16
2. Always in the Past - 4:38
3. Music for Tables - 3:32
4. Johnny Panic and the Bible of Dreams - 4:17

## Personal
- Coros - Andy Caine (pistas: B3), Carol Kenyon (pistas: A2, B1, B3), Dolette McDonald (pistas: B3), Maggie Ryder (pistas: A4), Nicky Holland (pistas: A2, A4, B3) , Tessa Niles (pistas: A2, B1, B3)
- Bajo - Curt Smith, Pino Palladino (pistas: A2)
- Batería: Chris Hughes (pistas: A3), Manu Katché (pistas: A2, B1), Phil Collins (pistas: A1), Simon Phillips
- Ingeniero: David Bascombe, Heidi Canova *, Lee Curle, Steve Chase *
- Guitarra - Neil Taylor (pistas: A1), Randy Jacobs, Roland Orzabal
- Armónica - Peter Hope-Evans * (pistas: B1)
- Teclados: Ian Stanley, Nicky Holland, Oleta Adams, Roland Orzabal, Simon Clark
- Guitarra solista - Robbie McIntosh (pistas: A2, B3)
- Mezclado por - Bob Clearmountain (pistas: A1, B3), David Bascombe (pistas: B3)
- Oboe - Kate St. John (pistas: B2)
- Orquestado por - Raoul's Fairlight (pistas: A3), Richard Niles (pistas: A3)
- Órgano [Hammond] - Simon Clark (pistas: A2, A3 a B1, B3)
- Percusión - Carole Steele * (pistas: A2, B1)
- Piano - Nicky Holland (pistas: A4, B2, B4), Oleta Adams (pistas: A2, B1)
- Productor - David Bascombe, TFF *
- Guitarra rítmica - Neil Taylor (pistas: B3)
- Saxofón - Kate St. John (pistas: B2)
- Slide Guitar - Robbie McIntosh (pistas: A2)
- Cuerdas - Nicky Holland (pistas: B4)
- Sintetizador - Simon Clark (pistas: A2)
- Trompeta - Jon Hassell (pistas: B1, B4)
- Voces - Oleta Adams (pistas: A1, A2), Tessa Niles (pistas: B2)
- Escrito por: Curt Smith (pistas: A3), Nicky Holland (pistas: A2, A4, B2 a B4), Roland Orzabal
- Percusión - Carole Steele *, Luis Jardim
- Fotografía [Of Oleta Adams] - J. Katz *
- Fotografía, Dirección de arte - Avid Images, David Scheinmann

Participaciones especiales de Phil Collins aparece por cortesía de Virgin, W.E.A y Atlantic Records. & Jon Hassell aparece por cortesía de Opal Management Ltd

## Producción
- Producers – Tears for Fears and David Bascombe
- Engineer – David Bascombe
- Additional engineer – Steve Chase
- Assistant engineers – Heidi Canova and Lee Curle
- Mixing – Bob Clearmountain (tracks 1 and part of 7), David Bascombe (tracks 2–6, part of 7, and 8).
- Mastering – Bob Ludwig
- Art direction and photography – David Scheinmann
- Oleta Adams' photo – Jeff Katz
- Design – Stylorouge